# Le Standard de Nice

Le Standard de Nice et des Alpes-Maritimes est un hebdomadaire d’informations générales régional fondé par Jean-Marie Tarragoni en septembre 1988. Le premier numéro est paru le 7 septembre 1988 avec comme slogan « l’information essentielle pour le prix d’un timbre ». Il comptait quatre pages en format A4.

## Historique
Il est reconnu comme le journal d'investigation de la Côte d’Azur. On dit de lui qu'il est le Canard enchaîné de la Côte. Pour beaucoup de Niçois, il est le « tombeur » du système Médecin.
Ses rubriques satiriques, son ton insolent et son indépendance farouche en ont fait un journal à part dans le paysage médiatique azuréen. Après 73 parutions en « solo » (son directeur fondateur étant l’unique journaliste), il est devenu un journal imprimé en rotative de 16 pages format tabloïd puis 24 pages. Passant de 2 à 24 collaborateurs, il deviendra trois mois durant en 1991 quotidien. Il aura jusqu'à 48 salariés. Nombre d’entre eux qui ont obtenu leur carte de presse avec le Standard, auront ensuite de belles carrières dans la presse nationale.
Le Standard s'est arrêté en 1993. Un nouveau titre L'Étendard Côte d'Azur a repris la formule jusqu'en 1997. En 2007, après 14 ans d’absence, Le Standard avec une version internet est revenu faire de l'investigation sur les affaires niçoises. S'attaquant à la corruption et aux magouilles en tous genres, Le Standard est devenu la « bête noire » de nombreux affairistes et politiciens douteux de tous horizons. Le 9 avril 2007, un attentat avec des armes à feu a détruit ses vitrines. Plus de 400 impacts de chevrotines ont été dénombrés. De nombreuses émissions TV ou radios lui ont été consacrées (« Du côte des canards sauvages » sur la chaîne Planète de Philippe Larocca, 52 min). Il est devenu le point lecture incontournable de ceux qui s'intéressent à l'actualité azuréenne.